# Babcock-BSH
Die Babcock-BSH AG war ein Maschinen- und Anlagenbau-Unternehmen in Krefeld-Uerdingen.
Mit Wirkung vom 8. Januar 1970 war durch Verschmelzung der Büttner-Werke AG,  Uerdingen, mit der Schilde AG, Bad Hersfeld, ein Unternehmensverbund, die Büttner-Schilde-Haas Aktiengesellschaft, Krefeld-Uerdingen, entstanden. Die Aktienmehrheit hielt die Deutsche Babcock & Wilcox AG, Oberhausen. 1977 wurde der Unternehmensname (Firma) in Babcock-BSH AG umgewandelt.
Im Oktober 2002 übernahm die Grenzebach Maschinenbau GmbH, Asbach-Bäumenheim, die Babcock-BSH GmbH in Bad Hersfeld aus der Insolvenzmasse der Babcock-Borsig AG. Unter dem Namen Grenzebach BSH GmbH, mit rund 400 Mitarbeiter, wird das Produktionsprogramm im Holz- und Baustoffsektor sowie im Bereich Verfahrenstechnik am Standort Bad Hersfeld weitergeführt. Das Unternehmen hat seinen Sitz in den Gebäuden, die zum Teil noch von der Schilde AG stammen.
Die Babcock-BSH AG, Krefeld, (Registersitz) wurde am 31. März 2003 geschlossen. Verbleibende Aktivitäten der vormaligen Büttner-Schilde-Haas AG wurden 20120 mit der Pallman Maschinenfabrik zur Büttner Energie- und Trocknungstechnik GmbH verschmolzen und sind seitdem in Krefeld am Standort der heutigen Muttergesellschaft G. Siempelkamp GmbH & Co. KG aktiv.

## Geschichte
- 1974: Zur Babcock-BSH AG gehörten Vereinigte Kesselwerke in Düsseldorf, Wabag Wasserreinigungsbau Alfred Kretschmar in Kulmbach, Famatex GmbH in Kornwestheim bei Stuttgart, Neumünstersche Maschinen- und Apparatebau Gesellschaft mbH, (Neumag) in Neumünster, Keller-Peukert GmbH, Wärmetechnik in Leverkusen, Turbon Werke in Berlin.
- Das Produktprogramm umfasste die Unternehmensbereiche Verfahrenstechnik, Umwelttechnik, Kraftwerkstechnik, Textiltechnik, Luft- und klimatechnische Bauelemente.
- 2000: Zur Babcock-BSH AG gehörten Babcock-BSH GmbH, Bad Hersfeld, Turbo-Lufttechnik GmbH, Zweibrücken und Bad Hersfeld, Neumag-Neumünstersche Maschinen- und Anlagenbau GmbH, Neumünster, Vits-Maschinenbau GmbH, Langenfeld, Spirka Maschinenbau GmbH, Alfeld.
- Die Anzahl der Mitarbeiter betrug 1.840.
- Das Produktionsprogramm umfasste die Bereiche Baustofftechnik, Holztechnik, Verfahrenstechnischer Apparatebau, Ventilatoren, Maschinen und Anlagen zur Herstellung synthetischer Fasern, Maschinen und Anlagen für die Papier- und Druckindustrie, Maschinen und Anlagen für die Kabel- und Schlauchindustrie.